# Gotarrendura (kommunhuvudort)
Gotarrendura är en kommunhuvudort i Spanien.   Den ligger i provinsen Provincia de Ávila och regionen Kastilien och Leon, i den centrala delen av landet, 100 km nordväst om huvudstaden Madrid. Gotarrendura ligger 930 meter över havet och antalet invånare är 189.
Terrängen runt Gotarrendura är huvudsakligen platt, men söderut är den kuperad. Terrängen runt Gotarrendura sluttar norrut. Runt Gotarrendura är det ganska tätbefolkat, med 80 invånare per kvadratkilometer. Närmaste större samhälle är Ávila, 19,1 km söder om Gotarrendura. Trakten runt Gotarrendura består till största delen av jordbruksmark.